# Boquete (distrito)
Boquete é um distrito localizado no norte da província de Chiriquí, a oeste do Panamá. Possui uma área de 488,4 km2 e uma população de 22,435 habitantes (2011). Este distrito é conhecido por ter um clima tropical de altitude, em contraste com grande parte do país, porque o distrito se encontra assentado na Cordilheira Central. Sua capital é a cidade de Bajo Boquete.

## História
De acordo com estudos arqueológicos, a área próxima ao Vulcão Baru foi local das primeiras sociedades agrícolas e caciques, datadas entre os anos 300 a. C. e 600 d. C. Em Caldera estão localizados vários pretóglifos que atestam a antiga colonização destas aldeias na região.
Durante a colonização espanhola da América, o distrito de Boquete, juntamente com o resto das Terras Altas fica quase isolada devido ao caráter topográfica da área, e é usado como um refúgio pelos índios ngöbe do centro do país, pelos misquitos na zona do Caribe centro-americano. 
Não obstante até a segunda metade do século XIX é quando se inicia a colonização da região de Boquete com a população dos distritos de Gualaca, Bugaba e  David e uma pequena comunidade de imigrantes europeus (principalmente franceses e alemães) e os americanos que iniciaram o cultivo de café, legumes e a criação de gado. Esta imigração influenciou a estética arquitetônica das casas no distrito.
Já em 1907, a área consistia de vários povoados: Lino, Bajo Boquete, Quiel, Bajo de Monos, Los Naranjos, Jaramillo e Palos Bobos (hoje Palmira); eles faziam parte do distrito de David. No entanto, o afastamento e a pouca comunicação entre a cidade de David e as localidades de Boquete, trouxe como consequência a solicitação de um distrito próprio por parte dos habitantes desta área.
Com a promulgação da lei 20, de 17 de janeiro de 1911, é definida formalmente a Boquete como distrito da província de Chiriquí. Como condição necessária para formar o distrito, foi adicionado à vila de Caldera e o povoado de El Francés.
Inicialmente, a capital do distrito estava localizada na aldeia de Lino, onde era habitada por uma grande quantidade de pessoas, e tinha algumas facilidades. No entanto, os habitantes do distrito fizeram um pedido de transferência da capital para a cidade de Bajo Boquete, devido à sua natureza topográfica e localização central no distrito. Apesar do fato de que a mudança não foi feita oficialmente, não se tornou eficaz até a promulgação da Lei 103 de 1941.